# Juraj Bondra
Juraj Bondra (né le 28 février 1960 à Loutsk en URSS, aujourd'hui l'Ukraine) est un joueur professionnel slovaque de hockey sur glace.

## Carrière de joueur
Il est né en Ukraine d'une famille tchécoslovaque partie chercher du travail.
La famille Bondra retourne en Slovaquie en 1971. Il est alors formé au HK ŠKP Poprad. En 1982, il rejoint le HC Košice. En 1986 et 1988, l'équipe remporte la 1.liga, l'élite tchécoslovaque. Il joue huit saisons avec Košice, pour environ 400 matchs et 35 buts. Il a évolué pour le club des Diables Rouges de Briançon en Ligue nationale de 1990 à 1992.

## Carrière d'entraîneur
Il a été entraîneur adjoint au HK ŠKP Poprad de 1996 à 1999.

## Parenté dans le sport
Son frère, Peter Bondra, a également été joueur professionnel et a évolué dans la Ligue nationale de hockey. Son neveu Dávid est aussi un joueur de hockey sur glace professionnel.

## Statistiques
Pour les significations des abréviations, voir Statistiques du hockey sur glace.
| Saison    | Équipe       | Ligue           |    | Saison régulière | Saison régulière | Saison régulière | Saison régulière | Saison régulière |   | Séries éliminatoires | Séries éliminatoires | Séries éliminatoires | Séries éliminatoires | Séries éliminatoires |
| Saison    | Équipe       | Ligue           | PJ | B                | A                | Pts              | Pun              | PJ               | B | A                    | Pts                  | Pun                  |                      |                      |
| 1982-1983 | HC Košice    | 1.liga          |    |                  |                  |                  |                  |                  |   |                      |                      |                      |                      |                      |
| 1983-1984 | HC Košice    | 1.liga          |    |                  |                  |                  |                  |                  |   |                      |                      |                      |                      |                      |
| 1984-1985 | HC Košice    | 1.liga          |    |                  |                  |                  |                  |                  |   |                      |                      |                      |                      |                      |
| 1985-1986 | HC Košice    | 1.liga          |    |                  |                  |                  |                  |                  |   |                      |                      |                      |                      |                      |
| 1986-1987 | HC Košice    | 1.liga          | 38 | 4                | 7                | 11               | 44               |                  |   |                      |                      |                      |                      |                      |
| 1987-1988 | HC Košice    | 1.liga          | 38 | 3                | 7                | 10               |                  |                  |   |                      |                      |                      |                      |                      |
| 1988-1989 | HC Košice    | 1.liga          | 28 | 0                | 2                | 2                | 36               |                  |   |                      |                      |                      |                      |                      |
| 1989-1990 | HC Košice    | 1.liga          | 48 | 9                | 9                | 18               |                  |                  |   |                      |                      |                      |                      |                      |
| 1990-1991 | Briançon     | Ligue nationale | 27 | 6                | 15               | 21               | 30               | 6                | 3 | 1                    | 4                    | 4                    |                      |                      |
| 1991-1992 | Briançon     | Ligue nationale | 32 | 9                | 11               | 20               | 37               |                  |   |                      |                      |                      |                      |                      |
| 1995-1996 | MHK Kežmarok | 1.liga          | 22 | 1                | 3                | 4                | 38               |                  |   |                      |                      |                      |                      |                      |